# Organo cordotonale femorale

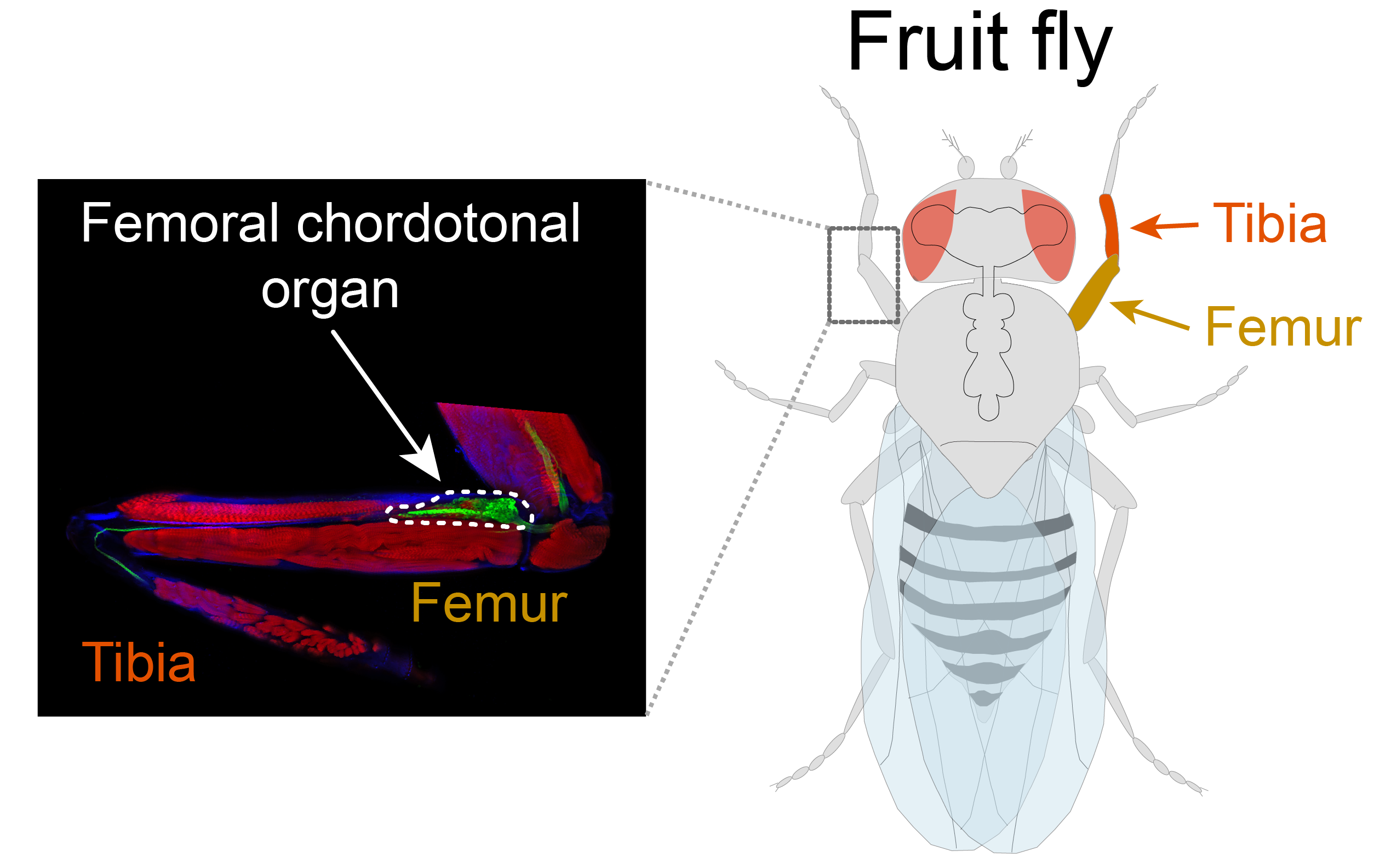
A sinistra: le cellule dell'organo cordotonale femorale nel femore di una drosofila evidenziate grazie alla GFP. A destra: ubicazione del femore e della tibia in una drosofila.

L'organo cordotonale femorale è un gruppo di neuroni meccanosensoriali presenti nella zampa di un insetto atto a rilevare i movimenti e la posizione dell'articolazione femore/tibia. Si ritiene che tale organo funzioni come un propriocettore fondamentale per il preciso controllo della posizione delle zampe, inviando le informazioni relative all'articolazione femore/tibia ai circuiti motori nella catena gangliare ventrale e nel cervello.

## Struttura
I somi dei neuroni cordotonali femorali sono generalmente localizzati nel femore prossimale, mentre le loro dendriti sono meccanicamente accoppiate alla tibia attraverso diversi tipi di tendini. Nella drosofila è possibile identificare tre sottotipi di neuroni cordotonali femorali geneticamente diversi, distinguibili in base alla forma della loro proiezione assonale nella catena gangliare ventrale: i neuroni "a clava", i cui assoni si proiettano al centro della catena gangliare ventrale formando un fascio a forma di clava (club in inglese), i neuroni "ad artiglio" (claw), il cui terminale assonico si divide in tre rami che somigliano a un artiglio, e i neuroni "a uncino" (hook), il cui terminale assonico assume la forma dell'uncino terminale di un giratronchi.

## Codifica sensoriale

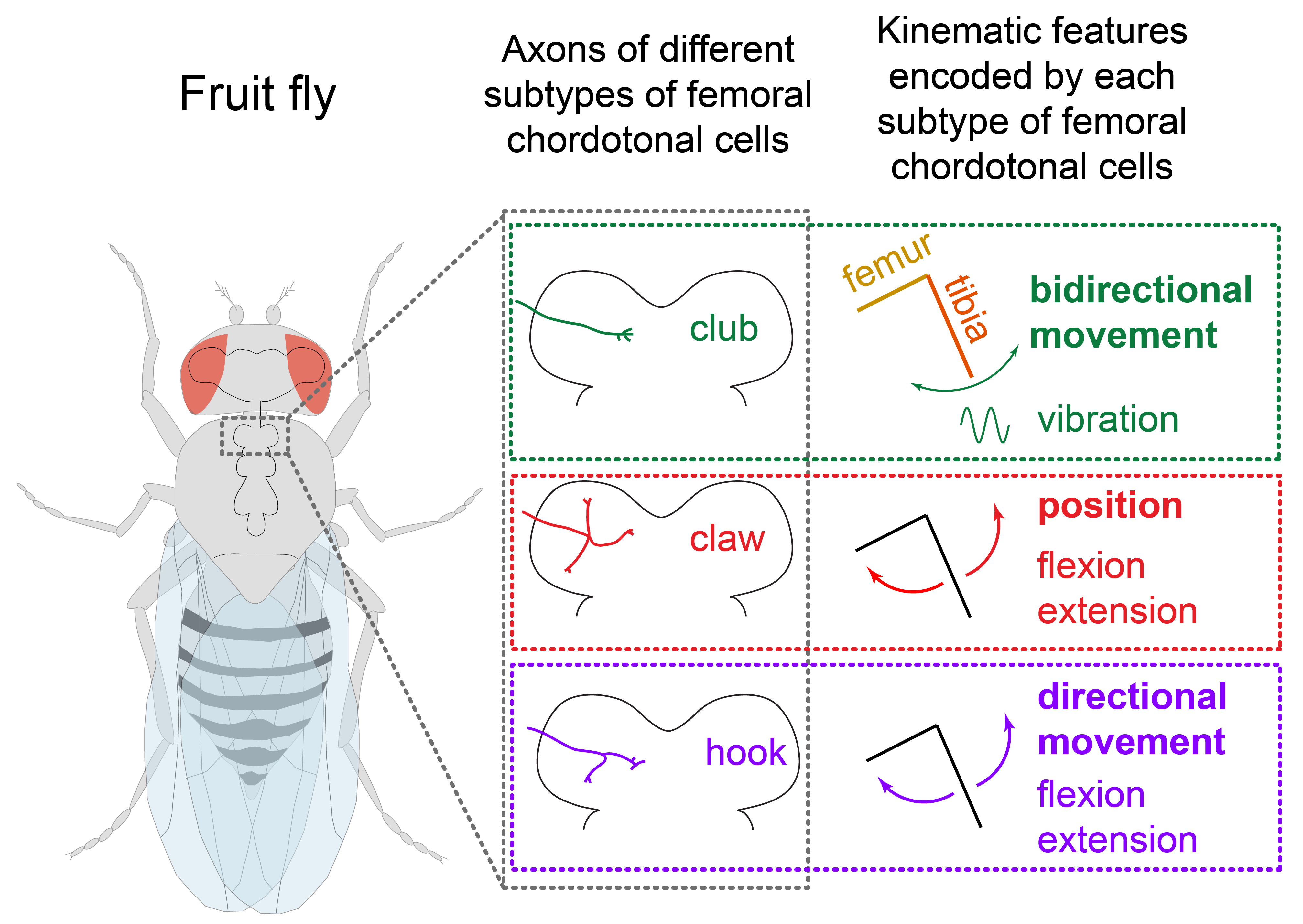
Sottotipi funzionali dei neuroni cordotonali femorali nella drosofila, detta anche moscerino della frutta. A sinistra: l'ubicazione della catena gangliare ventrale, dove si proiettano gli assoni dei neuroni cordotonali femorali, nella drosofila. Al centro: le diverse forme di proiezione assonica: a clava, ad artiglio e a uncino. A destra: le caratteristiche cinematiche dell'articolazione femore-tibia codificati da ognuno dei tre sottotipi di neuroni.

I neuroni afferenti (detti anche sensitivi) dell'organo cordotonale femorale codificano varie caratteristiche cinematiche dell'articolazione femore/tibia tra cui posizione, velocità, accelerazione e vibrazione. Sempre prendendo ad esempio la drosofila, le ricerche hanno mostrato che ognuno dei sottotipi di neuroni cordotonali precedentemente citati codifica una di queste caratteristiche, così, la posizione della tibia è codificata dai neuroni ad artiglio, le vibrazioni sono codificate dai neuroni a clava e la direzione del movimento è codificata dai neuroni a uncino.

## Funzione

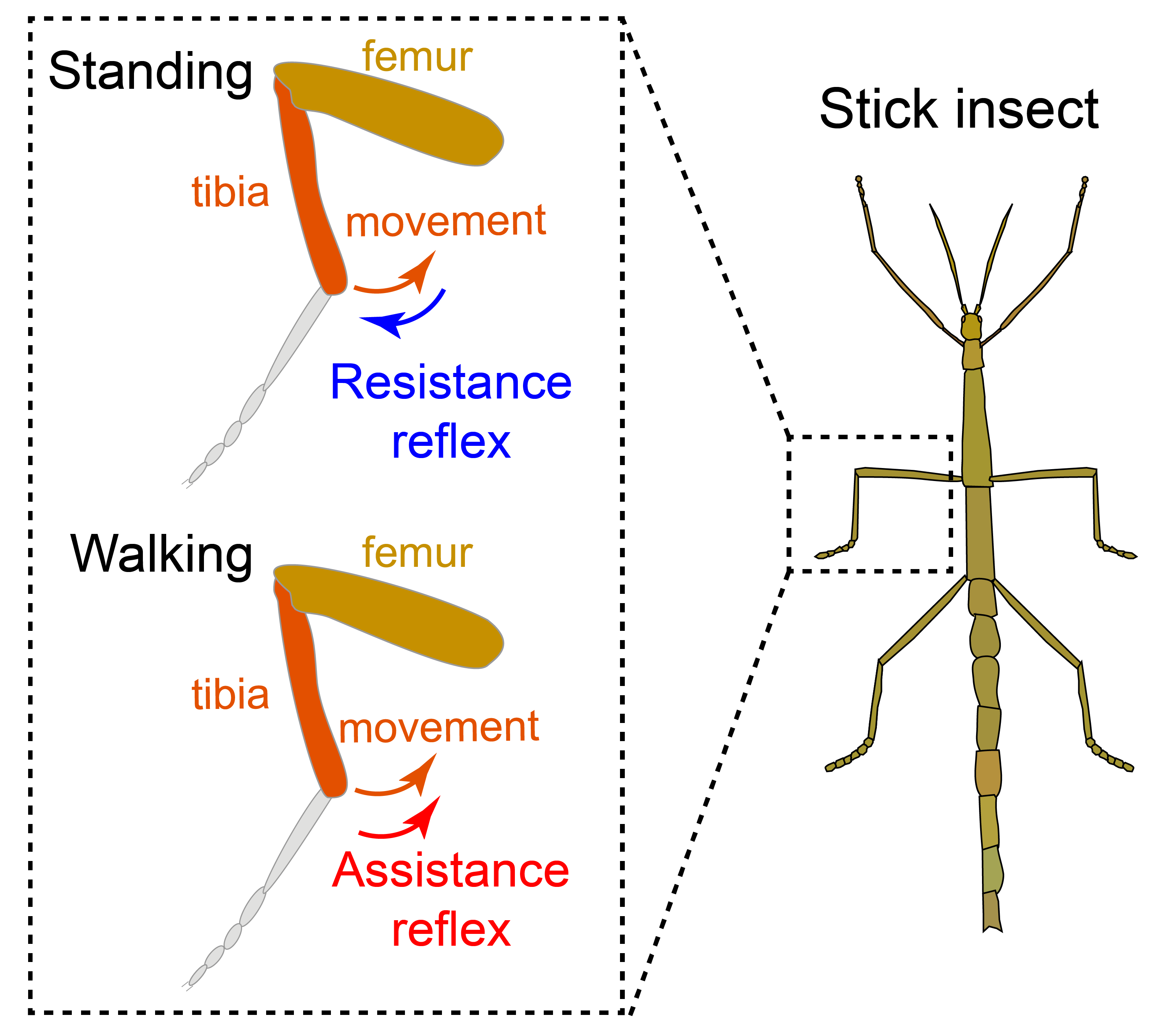
Un riflesso che coinvolge l'organo cordotonale femorale cambia in base allo stato comportamentale dell'animale. In alto a sinistra: durante la fase di immobilità di un insetto stecco, la flessione della tibia rilevata dall'organo cordotonale femorale attiva un riflesso che resiste al movimento e stabilizza la postura. In basso a sinistra: durante la deambulazione, la stessa flessione della tibia porta ad un riflesso assistivo che facilita la flessione dell'articolazione e consente all'animale di camminare. A destra: l'ubicazione del femore e della tibia in un insetto stecco.

In funzione di quanto mostrato dalle stimolazioni in laboratorio dell'organo cordotonale femorale di alcune specie di insetti stecco e di locuste, si ritiene oggi che esso giochi un ruolo fondamentale nel movimento delle zampe degli insetti, sia esso destinato alla semplice deambulazione o al raggiungimento di un bersaglio.
L'organo cordotonale femorale può contribuire al controllo del movimento della zampa in diversi modi; così, ad esempio, durante lo stato di immobilità di un insetto, esso può generare un riflesso di resistenza, in cui un sottogruppo di neuroni cordotonali femorali rileva l'estensione della tibia e attiva i motoneuroni che la flettono, onde contrastarne il movimento, o, durante la deambulazione, può invertire tale riflesso di stabilizzazione così da promuovere la flessione e l'estensione ciclica dell'articolazione femore-tibia necessaria allo spostamento dell'insetto.

## Specializzazione biomeccanica
Un possibile meccanismo utilizzato dai neuroni cordotonali femorali per determinare le caratteristiche cinematiche è la specializzazione biomeccanica, grazie alla quale vengono trasmesse forze distinte a ciascun tipo di propriocettori oppure vengono distribuite forze in modo diverso ai propriocettori posti in posizioni diverse. Per quanto riguarda i neuroni ad artiglio della drosofila che, come detto, sono dedicati al rilevamento della posizione della tibia, è stato ad esempio dimostrato che le proprietà biomeccaniche del tendine, dei tessuti circostanti e delle dendriti fanno sì che sulle loro dendriti si generi una tensione diversa a seconda della posizione del neurone lungo il femore. Questo gradiente di tensione consente ai neuroni ad artiglio di reagire ai diversi angoli della tibia e generare una mappa topografica degli angoli articolari nell'organo cordotonale femorale.